# The Signature at MGM Grand
The Signature at MGM Grand es un condo-hotel construido en asociación entre el MGM Mirage y Turnberry Associates en los terrenos del antiguo parque temático del MGM Grand, en Las Vegas, Nevada (Estados Unidos). Cuando este completamente construido tendrá tres torres idénticas de 38 pisos y consistirán de 576 unidades, todas las suites estarán decoradas y amuebladas. La mayoría de los condumios serán de propietarios privados. Sí un propietario decide que su unidad debe ingresar al “programa de renta”, esto las pondría en el inventario de las habitaciones del hotel y serían usadas para huéspedes como una lujosa suite por The Signature cuando los propietarios de la suite no se encuentren. El propietario no pagará los honorarios de mantenimiento del hotel, de marketing o de mantenimiento, pero si recibiría un porcentaje del alquiler de su unidad.

## The Residences
El 20 de diciembre de 2003, el MGM Mirage y Turnberry Associates anunciaron la formación de una nueva asociación para construir un hotel de condominios de lujo, afirmando también que construirían hasta seis torres de más de cuarenta pisos. La primera fase de este proyecto incluye las ventas de las unidades de condominios a individuos e inversores. Durante esta fase, el proyecto fue conocido como The Residences, The Residences at MGM Grand y The Residences: A Condo Hotel by Turnberry. Los condominios de la primera torre se vendieron en los primeros noventa días, demostrando que el concepto fue bien recibido. La segunda torre ya llevaba vendida más del 50% cuando se empezó a construir a finales del 2004. 
En octubre de 2004 The Residences celebró la colocación de la primera piedra, convirtiéndose así en el primer rascacielos condo-hotel en Las Vegas Strip. Otras empresas de este tipo han comenzado ya a construir torres de este tipo en la ciudad de Las Vegas, pero muchas de ellas no han podido tener la financiación necesaria y/o el apoyo de la ciudad. El 12 de mayo de 2006, la primera torre fue inaugurada para ser ocupada por sus propietarios. La exitosa apertura de The Signature at MGM Grand se debió gracias a sus conexiones y recursos y amenidades del The MGM Grand Hotel & Casino.